# 3月23日運動

北キヴ州の位置

3月23日運動（3がつ23にちうんどう、英語: March 23 Movement、フランス語: Mouvement du 23-Mars）は、コンゴ民主共和国東部で活動している反政府武装勢力で、主に北キヴ州で活動している。略称はM23。
ゴマ（北キヴ州の州都）を武力制圧するなど、コンゴ東部でコンゴ政府と紛争を起こし、これが原因で住民の大規模な避難などが生じた。政府軍は国連の支援を受けながら反撃を続け、2013年11月5日に戦闘を終了。しかしその後、戦闘行為を再開している。

## 概要

### 背景
2009年3月23日、 人民防衛国民会議（CNDP）はコンゴ民主共和国政府との和平協定に調印し、CNDPは一政党となることと、CNDPの兵士はコンゴ国軍（FARDC）に統合される約束が交わされた。M23という名前は、この和平協定の日付（3月23日）に由来し、この和平協定に反対する意が込められている。M23の軍事部門はマケンガ・スルタニ（Makenga Sultani）大佐に率いられており、グループの議長はジャン=マリー・ルニガ・ルゲレロ（Jean-Marie RUNIGA LUGERERO）司教である。ルゲレロは、旧CNDPのメンバーである。

### グループの結成
M23は2012年4月4日、約300人の兵士によって結成された。大多数は旧CNDPのメンバーで、国軍の劣悪な状況と、政府が2009年3月23日の和平協定の履行を嫌がっていることに対して不満を述べ、再度コンゴ民主共和国政府と対立する道を選んだ。M23は主としてツチで構成され、フツ民兵組織FDLRやこの地域のマイマイと対立している。
ボスコ・ンタガンダ（Bosco Ntaganda）大佐（「ターミネーター」の別名でも知られる）は、M23を主導したと非難されていた。コンゴ政府が、和平合意の完全履行前に、旧CNDPの兵士を北キヴ州から排除するとの脅しをかけたことで、多くの旧CNDP兵士がコンゴ国軍から脱落してM23を結成させることを促進した。ジョゼフ・カビラ大統領は2012年4月11日に大佐の逮捕を求めた。
また、コンゴ民主共和国政府は、3月23日運動を隣国のルワンダによるものと主張しているほか、国連の専門家グループも同運動が隣国ルワンダとウガンダによる軍事支援を受けているとした報告書をまとめている。

### 反乱
M23は北キブ州で活発に活動していて、ルシュル地区・マシシ地区で政府軍と戦っていた。
コンゴ人スポークスマンによると、2012年6月6日、M23が反乱を起こし、その兵士200人が死亡、370人以上がコンゴ国軍に投降した。この中には25名のルワンダ人の市民も含まれている。2012年7月8日、スルタニ・マケンガ将軍は、M23を潜伏場所から追い出そうとした政府の攻撃は失敗したこと、ゴマに向かう途中の数都市で逆に政府軍兵士を捕らえたことを声明として公表した。

### ゴマの制圧・撤退
2012年11月18日までに、M23の部隊はゴマ近郊まで兵を進め、一方で、国連平和維持軍に対して、コンゴ国軍を支援しないように警告した。コンゴ政府のスポークスマン、ランベール・メンデ（Lambert Mende）は、反乱軍の後ろにはルワンダがいるとして、ルワンダを非難、また、コンゴ民主共和国は「まだ宣戦布告したわけではないが、それと向き合う準備は出来ている。これは我々の国土であり、我々の義務である。」とも述べている。
M23は2012年11月20日には市内に侵攻、コンゴ国軍はほとんど戦闘することなく退却した。その後M23軍は市中をパレードしたが、中には彼らを歓迎する住民もいた。
コンゴの税関職員は、ルワンダとの国境を開け放しにしたままで職場を放棄して逃げだした。国連平和維持軍はM23によるゴマ制圧に介入しなかった。自分達に与えられている権限は一般市民の保護のみである、というのが彼らの言い分である 。
2012年11月20日、国連の安全保障理事会は、M23の武装解除と外国の支援停止を求める決議案を採択したが、M23側は、ジョゼフ・カビラ大統領の辞任要求と、首都キンシャサまで進軍する意思を表明した。同日、ジョセフ・カビラとルワンダ大統領ポール・カガメは会談し、翌21日も話し合いを継続した。一方、ジョセフ・カビラ大統領はゴマ市民に対して、M23によるゴマの占領に「抵抗する」よう緊急声明を出した。国連事務総長の潘基文は、ゴマ制圧の中で人権侵害があったと言われている（この中には、個人の所有物の破壊を含む）ことで、M23を批判した。第一次コンゴ戦争が同地区で始まったことを指摘して、ニューヨーク・タイムズ紙は、M23によるゴマの奪取が「全体としてのコンゴの安定性に深刻な疑問を投げかける」と論評している。

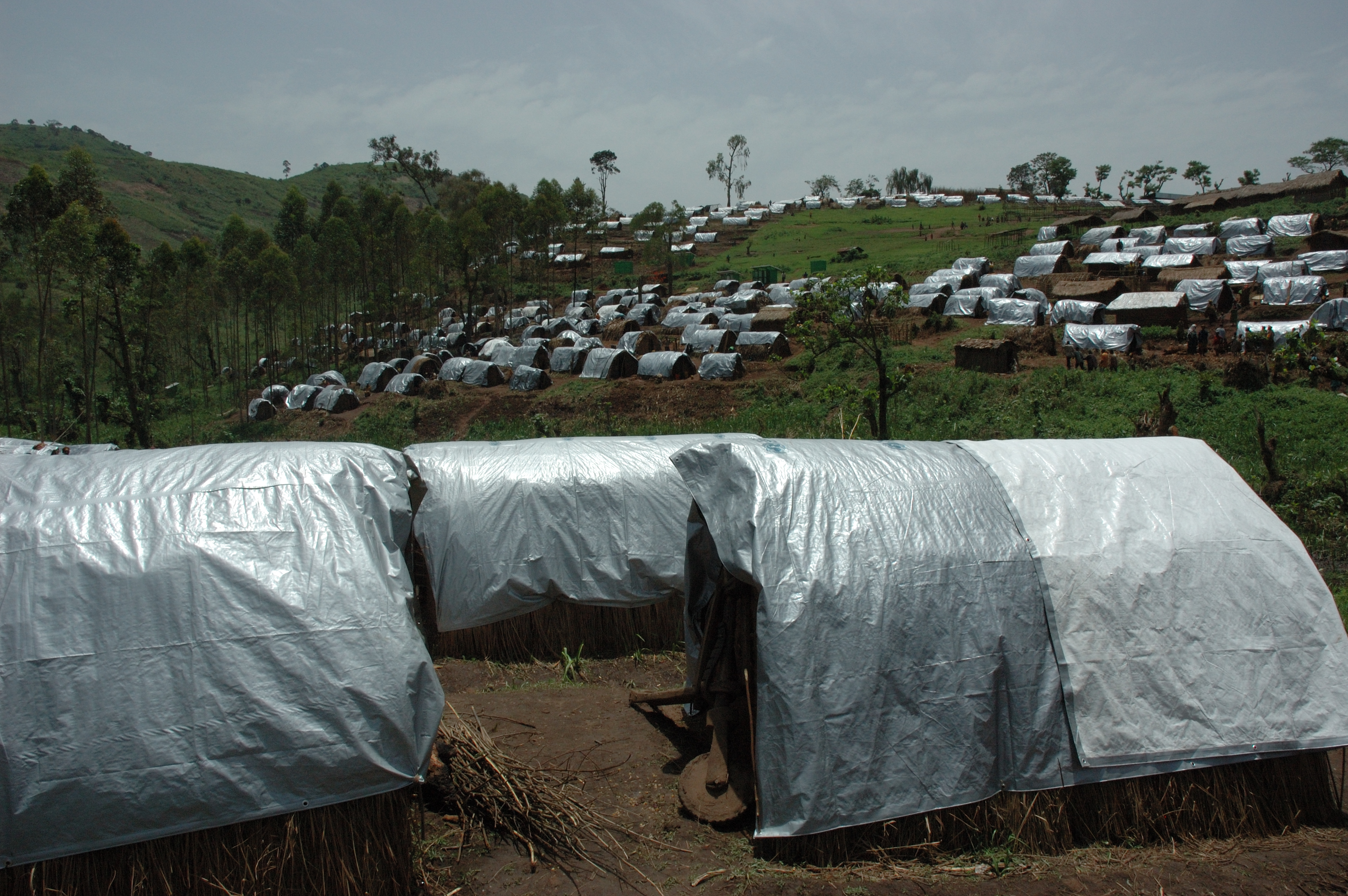
ゴマから150km北のニャンザレ（Nyanzale）難民キャンプ

2012年11月22日、コンゴ国軍はマイマイと共同してM23を押し戻し、サケ近郊の治安を回復した。同日、カビラ大統領は、ガブリエル・アミシ将軍（Gabriel Amisi）に対してコンゴ国軍内での将軍の地位を一時的に停止した。これは、将軍がコンゴ東部で活動する様々な武装グループに対して武器の販売を行ったと言われており、M23もその中に含まれているかもしれないことから、将軍の果たした役割を調査するための措置である。
23日、M23は4時間に渡る激戦の末サケをコンゴ国軍から再び奪回、市内で陣地を固めた。反乱軍は、南はキロシェ（Kirotshe）、北西はムシャキ（Mushaki）、北はキンギ（Kingi）まで支配地域を拡大したと伝えられている。一方、コンゴ国軍はミノヴァ（南キヴ州境の町）で3500名以上の兵士を投入して体勢を固めた。国連によると、M23の攻撃により、31ある難民キャンプのうち30箇所と連絡が出来なくなった。
24日、コンゴ民主共和国、ケニア、タンザニア、ウガンダの大統領がカンパラで会談し、M23に対してゴマからの26日深夜までの撤退と、戦闘の停止を求める共同声明を発表した。ルワンダ大統領ポール・カガメは欠席した。また、同日、カビラ大統領はカンパラでムセヴェニ大統領の仲介で、M23の政治部門のトップ、ジャン=マリー・ルニガ・ルゲレロと直接会談を行った。
26日、コンゴ政府軍幹部は、26日中にM23がゴマから撤退しない場合「反撃する」準備はできていると述べ警告した。同日、アフリカ連合は、コンゴ東部へ中立部隊の派遣の検討を表明、タンザニアは800人を派遣する用意があると表明した。

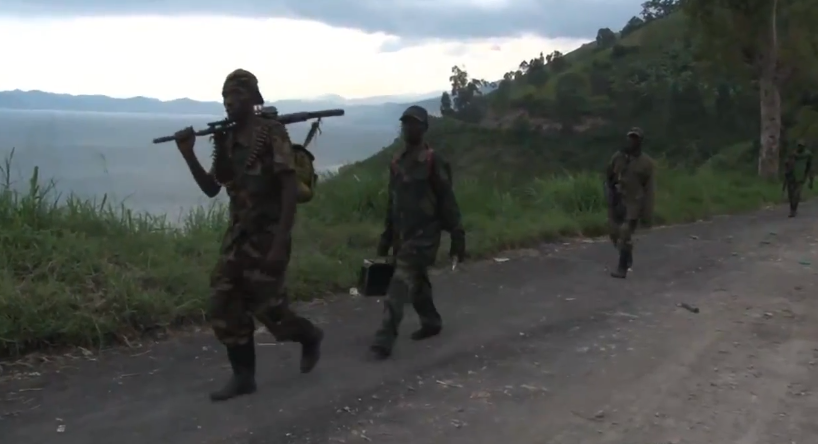
ゴマから撤退するM23（2012年11月30日）

27日、ミノヴァ（Minova）から来たコンゴ国軍がマシシ地区でM23に反攻を加えた。報道では、M23がゴマとサケの間の道路に検問を設けて、運転手から金を巻き上げているという。一方、M23幹部のアントワーヌ・マンジ（Antoine Manzi）大佐は、M23のゴマからの撤退を表明した。また、M23軍事部門のトップ、スルタニ・マケンガは「3日以内には撤退する」と発表、ただ、ゴマ空港には100人規模の部隊が残る見通しだという。その一方で、M23の政治部門のトップ、ルニガ・ルゲレロはゴマ撤退の条件として、大統領との会談、政治犯の釈放、選挙管理委員会の解散などをあげており、M23内で統一された発表がなされていない。
30日、M23はサケからの撤退を開始した。同日、警察官200人からなる最初の部隊がゴマに到着、M23の撤退が期待された。しかし、M23の作戦部隊は、一般市民の服装をしてゴマ市内に潜伏していると言われている。撤退予定日の前日、M23は、ゴマ近郊の家を一軒一軒回って、個人の所有物、現金、携帯電話や乗り物を略奪したと、非難された。M23の政治部門は、略奪したのはムンゼンゼ（Munzenze）刑務所を脱獄した犯罪者集団だと、この非難を否定している。

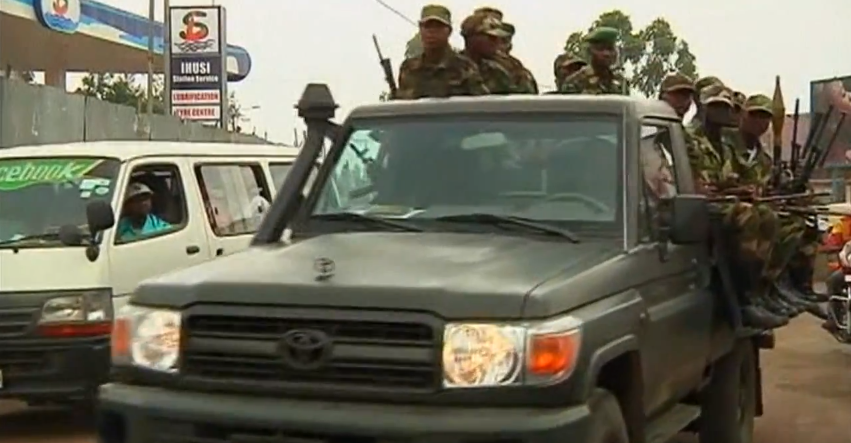
ゴマ市内の3月23日運動の兵士（2012年11月）

12月1日、M23は約束していた、ゴマからの撤収を完了した。代わって、国連コンゴ安定化派遣団（MONUSCO）の兵士が治安維持のためにゴマに展開され始めた。
12月3日、コンゴ国軍は政府の役人たちと共にゴマに入った。
2013年2月24日、コンゴとその周辺諸国10ヶ国のリーダーはアディスアベバで、東部コンゴに平和をもたらすための合意文書に調印した。調印国にはルワンダとウガンダが含まれている。両国とも、M23による反乱を援助したと非難されたが、共にその責任を否定している。なお、M23の代表は交渉や調印には参加していない。

## 内部衝突、ボスコ・ンタガンダの投降
2013年2月25日、和平合意の取り扱いをめぐる不和が原因となって、M23内の派閥間で暴力事件が起こった。M23の政治部門のリーダー、ジャン=マリー・ルニガ・ルゲレロは解任された。M23の軍事部門のリーダー、スルタニ・マケンガは、自身の署名入り声明の中で、ルゲレロを「資金の横領、派閥の分離、民族的憎悪、欺瞞、政治的未熟さ」による裏切りだと非難している。マケンガは自分が臨時的にリーダーになる旨の宣言を出し、マケンガに従う者と、ルゲレロ（M23の創設者ボスコ・ンタガンダと連携している）に忠誠を誓う者との間で衝突が生じ10人が死亡、他2名が病院送りになったと述べた。M23は、この衝突が不満分子によるものであることを否定している。
その後、週末から3月18日にかけて再びゴマの北40kmで、M23の派閥間の戦闘が発生し、ンタガンダ派は敗北した。ンタガンダ派の兵士数百人がルワンダへ逃げたり国連平和維持部隊へ投降した。その後ンタガンダの所在は不明だったが、2013年3月、キガリのアメリカ大使館に出頭し、自分を国際刑事裁判所（ICC）へ移送するように求めた。
2013年3月22日、ンタガンダはICCの職員に付き添われてキガリを出発、ハーグにあるICCの収監施設へ移送された。ンタガンダは自ら投降して収監された例としてはICCにとっては初めてのケースである。3月26日、ンタガンダはICCの法廷に初めて姿を現し、人定質問等が行われた。また、予審を2013年9月23日から開始することも公表された。
2013年3月28日には国際連合安全保障理事会決議2098により国連初の目標を絞った平和執行部隊である強制介入旅団（FIB）が設置され、国連による本格的な武力介入が始まった。
M23の残存兵力は、スルタニ・マケンガ大佐指揮の元で活動を続けていたが、2013年10月25日、政府軍の攻撃を受け、ゴマ郊外から北方80km付近の丘陵地帯へ移動。同年11月3日には国連軍の支援を受けた政府軍の最終攻撃が行われ、翌々日の5日には戦闘が終了。政府側は勝利宣言を出した。敗走したM23の兵士らは、隣国ルワンダへ向ったと見られている。
2019年11月7日、ハーグの国際刑事裁判所は、ンタガンダに対して戦争犯罪や人道に対する罪で禁錮30年の実刑を言い渡した。

## 2022年の活動再開
2022年に入ってからM23は2009年の合意を政府が順守していないとして、コンゴ民主共和国東部で活動を再開。7万人を超える住民が避難を余儀なくされた。政府は隣国のルワンダがM23を支援していると主張したが、ルワンダ側は否定した。なお、コンゴ民主共和国東部では120を超える反政府武装組織が活動を行っており、活動を再開したM23の指揮系統や他組織との協力関係は不明。3月29日には国際連合コンゴ民主共和国安定化ミッションのヘリコプターが墜落し、搭乗していた8人が死亡した。コンゴ軍はM23が撃墜したとの見方を示した。コンゴ民主共和国軍と戦い6月には北ギブ州のビュナガナ、10月には同州のキワンジャとルチュルを掌握し支配地域を広げており、これに対抗し国軍も新兵の訓練を急いでいるほか、M23とルワンダの関係を疑っているコンゴ民主共和国政府がルワンダ大使を追放したため両国間の緊張も高まっている。
2025年1月23日、M23はゴマに進軍する途上、平和維持活動に従事していた南アフリカ共和国、マラウイ、ウルグアイの兵士らと衝突。平和維持活動をしていた兵士13人が死亡した。またこの日、北ギヴ州軍政の州知事であるペテル・チリムワミ（Peter Cirimwami）少将がM23の戦闘員に殺害された。
1月30日、国連のドゥジャリク事務総長報道官は隣国ルワンダの軍部隊が、コンゴ東部南キヴ州の州都ブカブを目指して越境したとの報告があると明らかにした。ゴマ一帯では少なくとも100人が死亡、千人以上が負傷した。ドゥジャリクはニューヨークでの記者会見で、ゴマで散発的な戦闘が続く一方、M23はブカブに向けて南進していると説明した。2025年2月16日、M23を含むコンゴ川同盟はブカブを支配下に置いたと宣言した。
2025年6月27日、コンゴ民主共和国はアメリカ合衆国との仲介で、ルワンダとの間で和平協定を締結。事実上、ルワンダがM23に対して行う支援に制限がかけられた。